# 749 (szám)
A 749 (római számmal: DCCXLIX) egy természetes szám, félprím, a 7 és a 107 szorzata.

## A szám a matematikában
A tízes számrendszerbeli 749-es a kettes számrendszerben 1011101101, a nyolcas számrendszerben 1355, a tizenhatos számrendszerben 2ED alakban írható fel.
A 749 páratlan szám, összetett szám, azon belül félprím, kanonikus alakban a 71 · 1071 szorzattal, normálalakban a 7,49 · 102 szorzattal írható fel. Négy osztója van a természetes számok halmazán, ezek növekvő sorrendben: 1, 7, 107 és 749.
A 749 négyzete 561 001, köbe 420 189 749, négyzetgyöke 27,36786, köbgyöke 9,08156, reciproka 0,0013351. A 749 egység sugarú kör kerülete 4706,10580 egység, területe 1 762 436,620 területegység; a 749 egység sugarú gömb térfogata 1 760 086 704,8 térfogategység.